# Curling-Europameisterschaft 2002
Die Curling-Europameisterschaft 2002 der Männer und Frauen fand vom 5. bis 14. Dezember in Grindelwald in der Schweiz statt.

## Turnier der Männer

### Teilnehmer
| Dänemark | Deutschland | England |
| --- | --- | --- |
| Skip: Ulrik Schmidt Third: Lasse Lavrsen Second: Carsten Svensgaard Lead: Joel Ostrowski Ersatz: Christian Hansen | Skip: Sebastian Stock Third: Daniel Herberg Second: Stephan Knoll Lead: Markus Messenzehl Ersatz: Patrick Hoffman     | Skip: James Dixon Third: Harvey Curle Second: Andrew Dixon Lead: Richard Murray Ersatz: Christopher Smith   |
| Finnland | Frankreich | Norwegen |
| Skip: Markku Uusipaavalniemi Third: Wille Mäkelä Second: Aku Kauste Lead: Tony Träskelin Ersatz: Kim Träskelin    | Skip: Dominique Dupont-Roc Third: Jan Henri Ducroz Second: Spencer Mugnier Lead: Philippe Caux Ersatz: Julien Charlet | Skip: Thomas Ulsrud Third: Torger Nergård Second: Thomas Due Lead: Johan Høstmælingen Ersatz: Thomas Løvold |
| Österreich | Schottland | Schweden |
| Skip: Alois Kreidl Third: Stefan Salinger Second: Andreas Unterberger Lead: Werner Wanker                         | Skip: Peter Smith Third: David Hay Second: Graham Cormack Lead: Stephen Rankin Ersatz: Warwick Smith                  | Skip: Peter Lindholm Third: Tomas Nordin Second: Magnus Swartling Lead: Peter Narup Ersatz: Anders Kraupp   |
| Schweiz | | |
| Skip: Ralph Stöckli Third: Claudio Pescia Second: Pascal Sieber Lead: Michael Bösiger Ersatz: Marco Battilana     | | |

### Round Robin
| Platz | Team        | Spiele | Siege | Ndlg. |
| ----- | ----------- | ------ | ----- | ----- |
| 1.    | Deutschland | 9      | 8     | 1     |
| 2.    | Schweden    | 9      | 7     | 2     |
|       | Norwegen    | 9      | 7     | 2     |
| 4.    | Finnland    | 9      | 6     | 3     |
| 5.    | Dänemark    | 9      | 5     | 4     |
| 6.    | Schottland  | 9      | 4     | 5     |
| 7.    | Schweiz     | 9      | 3     | 6     |
|       | England     | 9      | 3     | 6     |
| 9.    | Frankreich  | 9      | 1     | 8     |
|       | Österreich  | 9      | 1     | 8     |

| Datum   | Zeit  | Begegnung                | Resultat |
| ------- | ----- | ------------------------ | -------- |
| 5. Dez. | 12:00 | Österreich – Dänemark    | 4:13     |
|         |       | Frankreich – England     | 10:4     |
|         |       | Schweiz – Schweden       | 6:7      |
|         |       | Deutschland – Finnland   | 7:6      |
|         |       | Schottland – Norwegen    | 8:7      |
| 6. Dez  | 08:00 | Norwegen – Deutschland   | 7:4      |
|         |       | Österreich – Frankreich  | 8:7      |
|         |       | Finnland – Schweden      | 6:11     |
|         |       | Schottland – England     | 4:7      |
|         |       | Dänemark – Schweiz       | 9:6      |
| 7. Dez. | 08:00 | England – Österreich     | 9:4      |
|         |       | Schweiz – Finnland       | 6:7      |
|         |       | Dänemark – Deutschland   | 3:7      |
|         |       | Schottland – Schweden    | 6:7      |
|         |       | Norwegen – Frankreich    | 10:5     |
| 7. Dez. | 20:00 | Schottland – Österreich  | 11:4     |
|         |       | Schweiz – Deutschland    | 2:6      |
|         |       | Frankreich – Finnland    | 3:4      |
|         |       | Norwegen – England       | 9:3      |
|         |       | Schweden – Dänemark      | 4:8      |
| 8. Dez. | 16:00 | Finnland – Schottland    | 13:4     |
|         |       | Schweiz – Norwegen       | 6:10     |
|         |       | England – Dänemark       | 4:8      |
|         |       | Schweden – Österreich    | 8:5      |
|         |       | Frankreich – Deutschland | 3:9      |

| Datum    | Zeit  | Begegnung                | Resultat |
| -------- | ----- | ------------------------ | -------- |
| 9. Dez.  | 12:00 | Schweden – Deutschland   | 6:9      |
|          |       | Dänemark – Finnland      | 4:5      |
|          |       | Schottland – Frankreich  | 9:2      |
|          |       | Österreich – Norwegen    | 6:8      |
|          |       | England – Schweiz        | 10:8     |
|          | 16:00 | Schweden – Frankreich    | 7:4      |
|          |       | Deutschland – England    | 7:5      |
|          |       | Österreich – Schweiz     | 3:8      |
|          |       | Finnland – Norwegen      | 2:8      |
|          |       | Dänemark – Schottland    | 7:8      |
| 11. Dez. | 16:00 | Dänemark – Norwegen      | 5:8      |
|          |       | Österreich – Finnland    | 8:10     |
|          |       | Deutschland – Schottland | 5:2      |
|          |       | Frankreich – Schweiz     | 4:9      |
|          |       | England – Schweden       | 5:8      |
| 12. Dez. | 16:00 | Frankreich – Dänemark    | 5:8      |
|          |       | Schweden – Norwegen      | 6:4      |
|          |       | England – Finnland       | 6:8      |
|          |       | Schottland – Schweiz     | 4:6      |
|          |       | Deutschland – Österreich | 11:1     |

### Tie-break
Um die Plätze sieben bis zehn zu ermitteln, mussten zwei Entscheidungsspiele ausgetragen werden.
| Datum    | Zeit  | Begegnung               | Resultat |
| -------- | ----- | ----------------------- | -------- |
| 13. Dez. | 08:00 | England – Schweiz       | 1:9      |
|          |       | Österreich – Frankreich | 5:10     |

|  | Halbfinale     | Halbfinale  | Halbfinale |   |          | Finale           | Finale           | Finale           |
|  |                |             |            |   |          |                  |                  |                  |
|  | 13. Dez. 20:00 |             |            |   |          |                  |                  |                  |
|  | 3              | Norwegen    | 5          |   |          |                  |                  |                  |
|  | 2              | Schweden    | 8          |   |          | 14. Dez. 14:00   | 14. Dez. 14:00   | 14. Dez. 14:00   |
|  |                |             |            | 2 | Schweden | 6                |                  |                  |
|  |                |             |            |   | 1        | Deutschland      | 7                |                  |
|  | 1              | Deutschland | 8          |   |          |                  |                  |                  |
|  | 4              | Finnland    | 7          |   |          | Spiel um Platz 3 | Spiel um Platz 3 | Spiel um Platz 3 |
|  |                |             |            |   |          | 4                | Finnland         | 5                |
|  | 3              | Norwegen    | 9          |   |          |                  |                  |                  |
|  |                |             |            |   |          | 14. Dez. 14:00   |                  |                  |

| Platz | Land        |
| ----- | ----------- |
| 1     | Deutschland |
| 2     | Schweden    |
| 3     | Norwegen    |
| 4     | Finnland    |
| 5     | Dänemark    |
| 6     | Schottland  |
| 7     | Schweiz     |
| 8     | England     |
| 9     | Frankreich  |
| 10    | Österreich  |

## Turnier der Frauen

### Teilnehmer
| Dänemark | Deutschland                                                                                                 | Finnland |
| --- | --- | --- |
| Skip: Dorthe Holm Third: Malene Krause Second: Denise Dupont Lead: Lilian Frøhling Ersatz: Madeleine Dupont               | Skip: Daniela Jentsch Third: Cornelia Stock Second: Josephine Obermann Lead: Lisa Hammer Ersatz: Sina Frey  | Skip: Kirsi Nykänen Third: Tiina Kautonen Second: Sari Laakkonen Lead: Minna Malinen Ersatz: Katja Kiiskinen              |
| Frankreich | Norwegen | Russland |
| Skip: Sandrine Morand Third: Catherine Lefebvre Second: Delphino Audrey Lead: Sophie Favre-Félix Ersatz: Frédérique Jacob | Skip: Dordi Nordby Third: Hanne Woods Second: Marianne Haslum Lead: Camilla Holth Ersatz: Marianne Rørvik   | Skip: Olga Scharkowa Third: Nkeiruka Jesech Second: Jana Nekrassowa Lead: Anastassia Skoultan Ersatz: Ljudmila Priwiwkowa |
| Schottland | Schweden | Schweiz |
| Skip: Jackie Lockhart Third: Sheila Swan Second: Katriona Fairweather Lead: Anne Laird Ersatz: Edith Loudon               | Skip: Anette Norberg Third: Cathrine Norberg Second: Eva Lund Lead: Helena Lingham Ersatz: Maria Hasselborg | Fourth: Selina Breuleux Skip: Nicole Strausak Second: Madlaina Breuleux Lead: Bianca Röthlisberger Ersatz: Anita Jäggi    |
| Tschechien | | |
| Skip: Pavla Rubasova Third: Hana Synácková Second: Lenka Sáfránková Lead: Eva Petráková Ersatz: Lenka Danielisova         | | |

### Round Robin
| Platz | Team        | Spiele | Siege | Ndlg. |
| ----- | ----------- | ------ | ----- | ----- |
| 1.    | Schweden    | 9      | 8     | 1     |
| 2.    | Norwegen    | 9      | 7     | 2     |
| 3.    | Dänemark    | 9      | 6     | 3     |
|       | Russland    | 9      | 6     | 3     |
| 5.    | Schweiz     | 9      | 5     | 4     |
| 6.    | Schottland  | 9      | 5     | 4     |
| 7.    | Deutschland | 9      | 5     | 4     |
| 8.    | Tschechien  | 9      | 1     | 8     |
|       | Finnland    | 9      | 1     | 8     |
|       | Frankreich  | 9      | 1     | 8     |

| Datum   | Zeit  | Begegnung                | Resultat |
| ------- | ----- | ------------------------ | -------- |
| 5. Dez. | 16:00 | Frankreich – Schottland  | 3:8      |
|         |       | Schweiz – Russland       | 5:8      |
|         |       | Deutschland – Norwegen   | 4:8      |
|         |       | Finnland – Schweden      | 3:13     |
|         |       | Tschechien – Dänemark    | 7:11     |
| 6. Dez. | 16:00 | Deutschland – Tschechien | 9:1      |
|         |       | Schweiz – Frankreich     | 6:1      |
|         |       | Schweden – Dänemark      | 11:6     |
|         |       | Russland – Norwegen      | 7:8      |
|         |       | Finnland – Schottland    | 6:12     |
| 7. Dez. | 16:00 | Schweiz – Dänemark       | 11:6     |
|         |       | Frankreich – Deutschland | 4:5      |
|         |       | Russland – Finnland      | 12:5     |
|         |       | Schweden – Schottland    | 6:7      |
|         |       | Norwegen – Tschechien    | 12:3     |
| 8. Dez. | 08:00 | Norwegen – Finnland      | 11:3     |
|         |       | Russland – Schweden      | 3:12     |
|         |       | Frankreich – Dänemark    | 6:7      |
|         |       | Schottland – Tschechien  | 11:3     |
|         |       | Deutschland – Schweiz    | 10:7     |
|         | 20:00 | Deutschland – Schweden   | 3:8      |
|         |       | Norwegen – Schweiz       | 8:6      |
|         |       | Dänemark – Finnland      | 8:3      |
|         |       | Tschechien – Frankreich  | 6:9      |
|         |       | Schottland – Russland    | 4:5      |

| Datum    | Zeit  | Begegnung                | Resultat |
| -------- | ----- | ------------------------ | -------- |
| 9. Dez.  | 16:00 | Russland – Frankreich    | 10:3     |
|          |       | Schweden – Norwegen      | 7:5      |
|          |       | Deutschland – Finnland   | 10:3     |
|          |       | Schweiz – Tschechien     | 8:2      |
|          |       | Dänemark – Schottland    | 8:9      |
| 10. Dez. | 12:00 | Tschechien – Russland    | 7:9      |
|          |       | Finnland – Frankreich    | 15:4     |
|          |       | Schottland – Norwegen    | 2:10     |
|          |       | Schweiz – Schweden       | 6:8      |
|          |       | Dänemark – Deutschland   | 9:4      |
| 11. Dez. | 12:00 | Schottland – Schweiz     | 6:7      |
|          |       | Norwegen – Dänemark      | 6:9      |
|          |       | Finnland – Tschechien    | 10:11    |
|          |       | Frankreich – Schweden    | 3:7      |
|          |       | Russland – Deutschland   | 6:5      |
| 12. Dez. | 12:00 | Dänemark – Russland      | 10:6     |
|          |       | Tschechien – Schweden    | 0:13     |
|          |       | Schottland – Deutschland | 9:11     |
|          |       | Schweiz – Finnland       | 9:7      |
|          |       | Frankreich – Norwegen    | 3:8      |

### Tie-break
Um die Plätze sieben bis zehn zu ermitteln, mussten vier Entscheidungsspiele ausgetragen werden.
| Datum    | Zeit  | Begegnung                | Resultat |
| -------- | ----- | ------------------------ | -------- |
| 12. Dez. | 20:00 | Frankreich – Tschechien  | 9:10     |
|          |       | Deutschland – Schweiz    | 4:8      |
| 13. Dez. | 16:00 | Finnland – Tschechien    | 4:9      |
|          |       | Deutschland – Schottland | 6:7      |

|  | Halbfinale     | Halbfinale | Halbfinale |   |          | Finale           | Finale           | Finale           |
|  |                |            |            |   |          |                  |                  |                  |
|  | 13. Dez. 16:00 |            |            |   |          |                  |                  |                  |
|  | 3              | Dänemark   | 12         |   |          |                  |                  |                  |
|  | 2              | Norwegen   | 11         |   |          | 14. Dez. 10:00   | 14. Dez. 10:00   | 14. Dez. 10:00   |
|  |                |            |            | 1 | Schweden | 7                |                  |                  |
|  |                |            |            |   | 3        | Dänemark         | 4                |                  |
|  | 1              | Schweden   | 7          |   |          |                  |                  |                  |
|  | 4              | Russland   | 5          |   |          | Spiel um Platz 3 | Spiel um Platz 3 | Spiel um Platz 3 |
|  |                |            |            |   |          | 4                | Russland         | 8                |
|  | 2              | Norwegen   | 9          |   |          |                  |                  |                  |
|  |                |            |            |   |          | 14. Dez. 10:00   |                  |                  |

| Platz | Land        |
| ----- | ----------- |
| 1     | Schweden    |
| 2     | Dänemark    |
| 3     | Norwegen    |
| 4     | Russland    |
| 5     | Schweiz     |
| 6     | Schottland  |
| 7     | Deutschland |
| 8     | Tschechien  |
| 9     | Finnland    |
| 10    | Frankreich  |